# Henry Mayes
Pour les articles homonymes, voir Mayes.
Henry George Mayes, né le 14 février 1880 à Northampton et mort le 5 décembre 1928 à Londres, est un joueur canadien de tennis. Il a remporté le tournoi du Queen's en 1922, 1926 et 1927.

## Biographie
Il a servi pendant la Guerre des Boers en 1898 dans la cavalerie de Natel et a été promu capitaine et récompensé des médailles du roi et de la reine. En 1908, il donne sa démission après avoir épousé Frances Hazard de Long Island et déménage à Winnipeg au Canada en 1909 où il fonde une tannerie. Il est ensuite appelé à combattre lors de la Première Guerre mondiale avec le régiment de Fort Garry sous les forces canadiennes sur le front occidental de 1914 à 1916 en France au cours de laquelle il est promu major puis après la guerre lieutenant-colonel. Sa connaissance du sport lui permet d'être nommé à la tête de l'entraînement physique de la Force aérienne du Canada ainsi que de la Royal Air Force. Il se voit décerner la grande croix de l'Ordre de l'Empire britannique en janvier 1918. Il s'installe plus tard à Victoria en Colombie-Britannique.

## Carrière
Mayes jouait au polo, au tennis et au tir à l'échelle internationale. Mais c'est au tennis il excellait notamment sur terre battue. Bien qu'il n'ait pas été sélectionné, il a fait partie de la première équipe canadienne de Coupe Davis en 1913 avec James Foulkes, Bernard Powell et Robert Schwengers. Le Canada perd la finale contre les États-Unis en été à Wimbledon. Il a remporté le Tournoi du Queen's en 1922, 1926 et 1927 en battant respectivement Donald Greig (6-8, 6-2, 6-2, 6-1), Arthur Lowe (6-3, 6-2) et DM Evans (6-3, 6-3). Il a aussi atteint les 1/4 de finale du tournoi de Wimbledon 1921. Il joue dans ce tournoi en 1913 puis de 1919 à 1928 (en 1922 en double uniquement). Il joue son dernier match en 1/16 de finale du tournoi de Wimbledon 1928 contre Henri Cochet et meurt à Londres peu après à 48 ans d'un empoisonnement du sang.

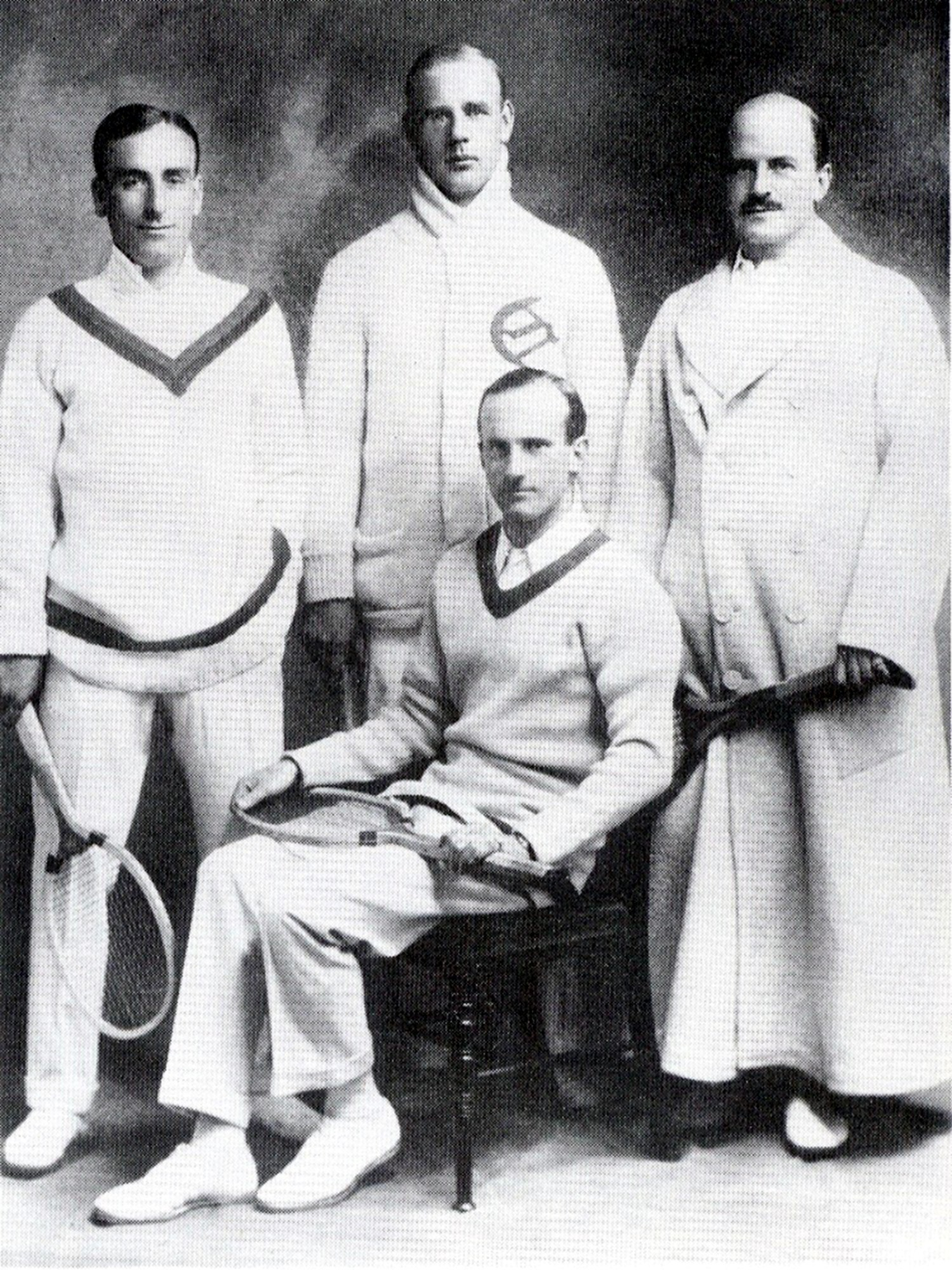
Mayes (à gauche) et l'équipe du Canada de Coupe Davis 1913

## Palmarès
- 1921 : Cannes Métropole
- 1922 : Londres
- 1923 : Nice
- 1924 : Cannes Gallia
- 1924 : Cannes Carlton
- 1926 : Londres
- 1927 : Londres